# Galterud (przystanek kolejowy)
Galterud – kolejowy przystanek osobowy w Galterud, w regionie Hedmark w Norwegii, jest oddalony od Oslo Sentralstasjon o 92,37 km. Jest położony na wysokości 140,4 m n.p.m.

## Ruch pasażerski
Leży na linii Kongsvingerbanen. Jest elementem  kolei aglomeracyjnej w Oslo - w systemie SKM ma numer  460.  Obsługuje Oslo Sentralstasjon, Årnes i Kongsvinger. 
| Numer | Stacja początkowa | stacja końcowa |
| ----- | ----------------- | -------------- |
| 460   | Skøyen            | Kongsvinger    |

Pociągi odjeżdżają co pół godziny w szczycie i co godzinę poza godzinami szczytu; część pociągów nie zatrzymuje się na wszystkich stacjach. 

## Obsługa pasażerów
Wiata, parking na 15 miejsc. Odprawa podróżnych odbywa się w pociągu.